# Беллона (Кампания)
Беллона (итал. Bellona) — коммуна в Италии, располагается в регионе Кампания, в провинции Казерта.
Население составляет 6053 человека (данные на 2016 г.), плотность населения составляет 533,09 чел./км². Занимает площадь 11, 78 км². Почтовый индекс — 81041. Телефонный код — 0823. Высота над уровнем моря — 74 м.
Покровителями коммуны почитаются Пресвятая Богородица (Maria Santissima di Gerusalemme), празднование во вторник Светлой Седмицы, и святой Секундин, епископ.
Беллона граничит со следующими муниципалитетами: Камильяно, Капуя, Понтелатоне, Витулацио.

## История
Город получил название в честь римской богини войны Беллоны, храм которой находился неподалёку. Также рядом, возможно, находился храм Меркурия.
Когда сарацины разрушили древний город Капую в 841 году, часть жителей города основали Сикополь на холме рядом. В 856 году он также был разрушен.
Беллона оставалась частью Капуи до 1806 г.
Во время Второй мировой войны, в 1943 году немецкие солдаты расстреляли 54 граждан Беллоны. За вклад Беллоны в сопротивление фашистам президент Италии вручил городу золотую медаль за воинскую доблесть.